# Kreuzigungsgruppe (Hohenfels)

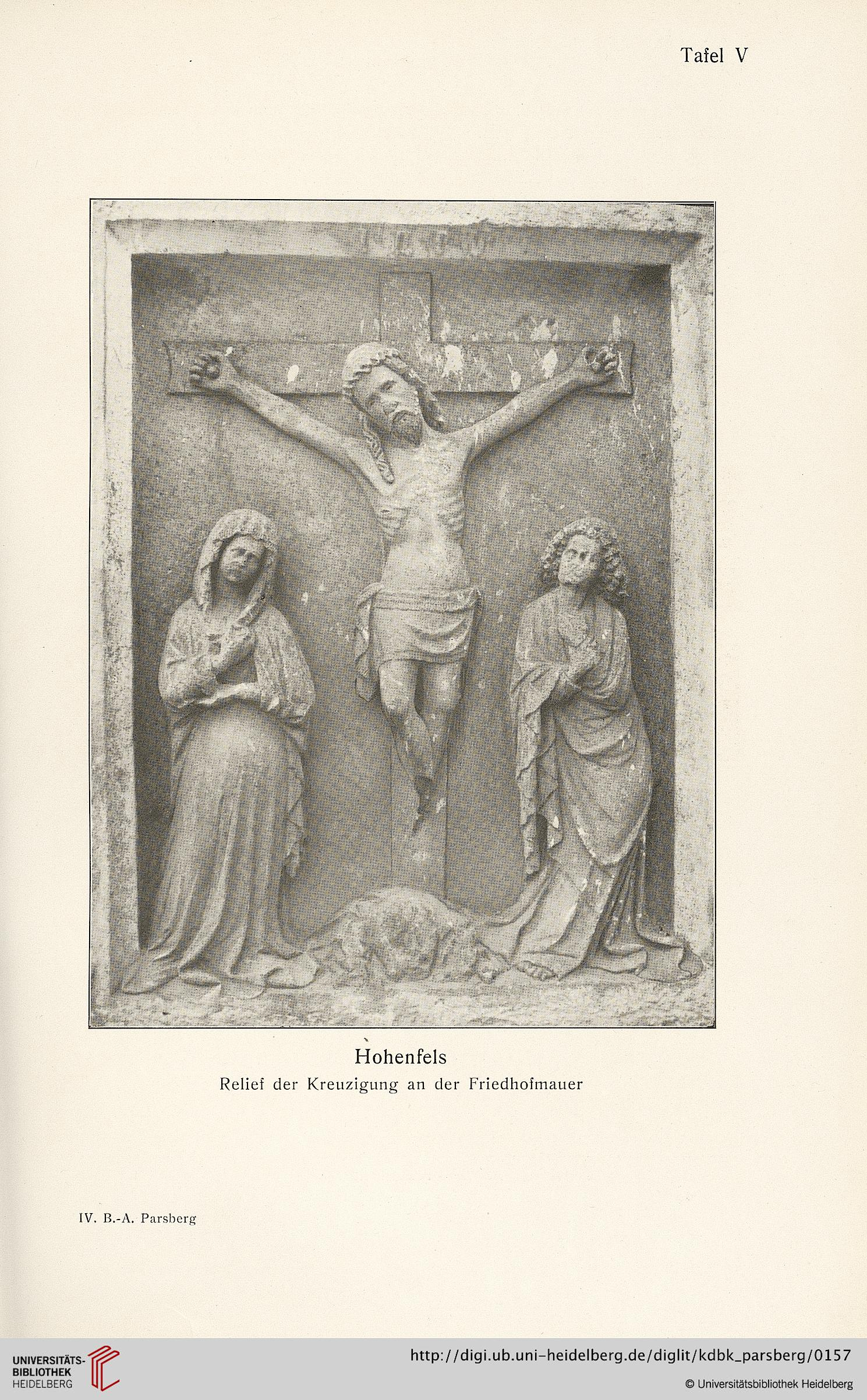
Die Kreuzigungsgruppe um 1906 (Foto aus Die Kunstdenkmäler des Königreichs Bayern)

Die Kreuzigungsgruppe in Hohenfels, einer Marktgemeinde im Oberpfälzer Landkreis Neumarkt in der Oberpfalz in Bayern, wurde um 1400 geschaffen. Das Steinrelief an der Aussegnungshalle des Friedhofs, bis 2008 noch an der Friedhofsmauer, ist ein geschütztes Baudenkmal.
Das 1,34 Meter hohe und 1,05 Meter breite Relief aus Kalkstein stellt die Kreuzigung und rechts außen den Apostel Johannes und links Maria dar.
Die Inschrift unter dem Relief in gotischen Minuskeln war bereits 1906 vollständig verstümmelt.